# Рінальдо Мартіно
Рінальдо Мартіно (італ. Rinaldo Martino, 6 листопада 1921, Росаріо — 15 листопада 2000, Буенос-Айрес) — аргентинський, а згодом італійський футболіст, що грав на позиціях півзахисника і нападника.
На клубному рівні грав, зокрема, за «Сан-Лоренсо», «Ювентус» та «Насьйональ» (Монтевідео), вигравши з кожною із цих команди футбольні першості відповідно Аргентини, Італії та Уругваю.
Дворазовий чемпіон Південної Америки у складі збірної Аргентини. Згодом також виступав за національну збірну Італії.

## Клубна кар'єра
Народився 6 листопада 1921 року в місті Росаріо. Вихованець юнацьких команд місцевих клубів «Пеньяроль» і «Бельграно».
У дорослому футболі дебютував 1941 року виступами за команду «Сан-Лоренсо», в якій молодий нападник відразу став гравцем основного складу й лідером атак. Вже у своєму другому сезоні 1942 року забив 25 голів у чемпіонаті, ставши найкращим бомбардиром аргентинської першості. Протягом усіх восьми сезонів, проведених у «Сан-Лоренсо», був основним гравцем команди, взявши участь у 233 матчах чемпіонату, і одним з її головних бомбардирів, маючи середню результативність на рівні 0,61 гола за гру першості. 1946 року допоміг команді стати чемпіоном Аргентини.
Сезон 1949/50 провів у Європі, де на досить високому рівні виступав за італійський «Ювентус», який того року здобув свій черговий «скудетто» чемпіонів країни. На особистому рахунку аргентинця було 18 голів у 33 матчах першості, що, утім, було лише третім результатом у команді після 28 голів данця Йона Хансена і 21 влучного удару Джамп'єро Боніперті.
1950 року у статусі чемпіона Італії повернувся до Південної Америки, ставши гравцем уругвайського «Насьйональ», у складі якого у першому ж сезоні виграв національну першість країни. Після сезону 1951 року, проведеного на батьківщині за «Бока Хуніорс», повернувся до «Насьйоналя», здобувши у 1952 році свій другий титул чемпіона Уругваю.
1953 року гравець, який вже не демонстрував колишньої результативності, на правах вільного агента приєднався до іншої уругвайської команди, «Серро», а по закінченню сезону завершив ігрову кар'єру.

## Виступи за збірні

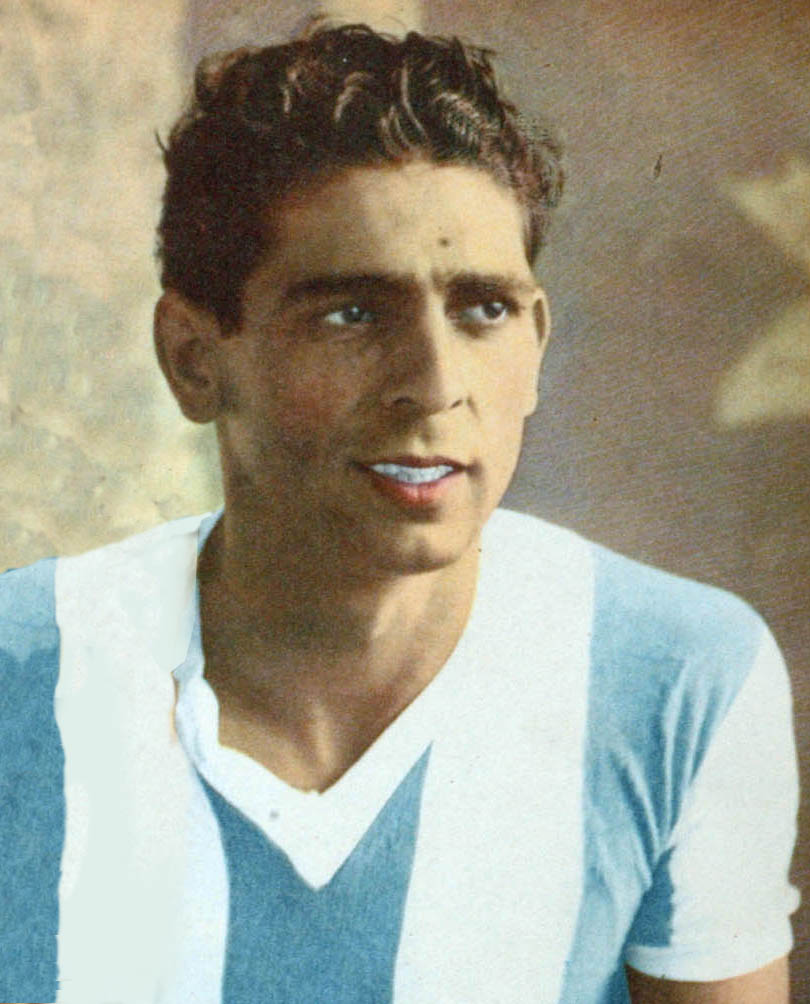
У формі збірної у 1945 році.

1942 року дебютував в офіційних матчах у складі національної збірної Аргентини, протягом кар'єри у якій, що тривала 6 років, взяв участь у 21 матчі, забивши 15 голів.
Піковим для виступів Мартіно за збірну був 1945 рік, протягом якого він виходив на поле у 14 матчах національної команди і відзначився 13-ма забитими м'ячами. Зокрема був гравцем основного складу «альбіселесте» на тогорічному чемпіонаті Південної Америки в Чилі, де допоміг аргентинцям здобути свій сьомий титул найсильнішої збірної континенту. На турнірі, що проходив за круговою системою забив чотири голи, два з яких мали безпосередній вплив на здобуття турнірних очок — гол у ворота господарів турніру зрівняв рахунок гри і приніс Аргентині нічию, а гол у ворота збірної Уругваю в останньому турі виявився єдиним у грі, принісши аргентинцям перемогу, а по суті й першість у підсумковій турнірній таблиці.
Наступного року брав участь у домашньому чемпіонаті Південної Америки 1946, де Аргентина захистила титул континентального чемпіона, проте сам Мартіно був лише гравцем резерву.
1949 року, ставши гравцем «Ювентуса», футболіст, який мав італійське коріння, отримав громадянство Італії і був викликаний до національної збірної країни. У її складі провів одну гру — товариський матч проти збірної Англії в листопаді 1949.
Помер 15 листопада 2000 року на 80-му році життя в Буенос-Айресі.

## Статистика виступів

### Статистика виступів за збірну
| Дата       | Місто  | Господарі | Результат | Гості  | Турнір           | Голи | Примітки |
| ---------- | ------ | --------- | --------- | ------ | ---------------- | ---- | -------- |
| 30-11-1949 | Лондон | Англія    | 2 – 0     | Італія | товариський матч | -    |          |
| Усього     |        | Матчів    | 1         |        | Голів            | 0    |          |

## Титули і досягнення
| - Переможець чемпіонату Південної Америки (2): Аргентина: 1945, 1946 - Чемпіон Аргентини (1): «Сан-Лоренсо»: 1946 - Чемпіон Італії (1): «Ювентус»: 1949–1950 - Чемпіон Уругваю (2): «Насьйональ»: 1950, 1952 | - Найкращий бомбардир чемпіонату Аргентини (1): 1942 (25 голів) |